# 趙伯超
趙伯超（ちょう はくちょう、生年不詳 - 552年）は、南朝梁の軍人。侯景に降って侯景の乱に参加した。

## 経歴
趙革の子として生まれた。普通8年（527年）、韋放の麾下で渦陽に戦い、北魏の常山王元昭らを破った。後に譙州刺史に上った。
太清2年（548年）8月、侯景の乱が起こった。11月、伯超は建康の援軍として邵陵王蕭綸の指揮下に入り、鍾山愛敬寺に駐屯した。玄武湖の北に進軍したが、伯超は積極的に戦おうとせず、このため侯景軍に敗れた。
太清3年（549年）3月、建康が陥落すると、伯超は侯景に降伏した。12月、宋子仙・劉神茂らとともに会稽に進攻して陥落させた。
大宝元年（550年）12月、張彪が会稽で起兵し、上虞・諸曁・永興の諸県を攻め落としたため、伯超は田遷や謝答仁とともに東征して、張彪を討った。
太始元年（551年）11月、東道行台となり、銭塘に駐屯した。
太始2年（552年）3月、侯景が建康を捨てて逃走すると、王僧弁が侯瑱を派遣して追撃した。侯景は晋陵郡から呉郡に入り、嘉興までやってきたが、伯超は銭塘に拠って逃走を阻んだ。侯景はやむなく呉郡に引き返し、松江から舟を出して海上に逃れようとしたが、部下に殺害された。伯超は侯瑱に降伏した。
建康で王僧弁と対面すると、王僧弁が「卿は国の重恩を担う身でありながら、反逆に加担したな」と訊ねたので、伯超は「当今に禍福あり、恩は明公にあり」と答えた。伯超は江陵の獄中で餓死した。